# Карп и дракон
«Карп и дракон» — фантастический роман Генри Лайона Олди (Олега Ладыженского и Дмитрия Громова), впервые изданный в 2020 году и состоящий из двух книг: «Повести о карме» и «Рассказы ночной стражи». Вместе с романом «Дракон и карп» входит в цикл «Чистая Земля».

## Мир
Действие происходит в альтернативной Японии, где полностью исчезли убийства — это было даром Будды одному благочестивому монаху. Действует закон фуккацу, согласно которому убитый сразу же занимает тело убийцы, а душа убийцы отправляется в ад. Если же убийство подстроил убитый с корыстной целью, он превращается в каонай — презренное существо, которое занимает самую низкую ступень в социальной иерархии. В целях регистрации случаев фуккацу и расследования особенно запутанных случаев создана служба Карпа-и-Дракона, возглавляемая потомками того самого монаха.
Вместо мечей самураи используют как оружие и признак своего статуса плети, а боевые искусства сводятся к приёмам, обезвреживающим противника, но не наносящим ему фатальных повреждений. Огнестрельное оружие в Японии запрещено. Китай и европейские страны окружили страну морской блокадой, чтобы кармическая «зараза» не распространялась оттуда. Несмотря на всё это, жизнь японцев не ухудшилась: дела идут своим чередом, и фуккацу лишь на короткое время изменяют привычный ход событий.

## Сюжеты

### Книга 1. Повести о карме
Миновало сто лет с начала действия закона Будды. В эпоху сёгуната пятнадцатилетний Торюмон Рэйден из Акаямы, сын небогатого самурая, хоронит бабушку, а на следующее утро его мать сообщает, что с отцом произошло фуккацу. Расследование, которое начинает вести Рэйден параллельно с официальным, меняет его жизнь. Все три повести, из которых состоит первый том, имеют отношение к случаям фуккацу. В «Повести о мёртвой старухе и живом самурае» раскрытие фуккацу, то ли случившегося, то ли не случившегося с отцом Рэйдена, оказывается для юноши инициацией во взрослую жизнь: он становится младшим чиновником городской службы Карпа-и-Дракона. В «Повести о торговце рыбой и удачливом бродяге» расследуется случай вроде бы очевидного фуккацу: торговец по неосторожности убил бродягу, и тот вселился в его тело — но в действительности не всё так просто. Последняя повесть, «Повесть о женщине-воине и преданном ученике», — самое запутанное дело из трёх, касающееся двух возможных фуккацу и одного возможного появления каонай («безликого»).
В этой книге юный Торюмон Рэйден выказал при расследованиях ум и наблюдательность и, будучи в результате зачислен в штат службы Карпа-и-Дракона, получил положенного по должности слугу-каоная, который был при жизни «южным варваром», испанским идальго доном Мигелем. Рэйден неплохо зарекомендовал себя перед начальником в службе, строгим и справедливым Сэки Осаму.

### Книга 2. Рассказы ночной стражи
В этой книге события, начинавшиеся как провинциальный детектив, обретают масштаб и грозят затронуть самые основы мироздания, сделавшие Японию Чистой Землёй, в которой невозможны убийства (или всё же возможны?).
Младший дознаватель службы Карпа-и-Дракона Рэйден по-прежнему делает карьеру, расследуя странные случаи. В «Повести о стальных мечах и горячих сердцах» неизвестный убивает каонай — «безликих», служащих дознавателям, — и убивает оружием, которого не видели на Чистой Земле много десятилетий. «Повесть о деревенском кладбище и посланце небес» рассказывает о том, как дело о фуккацу, по видимости простое, перерастает в запутанную политическую интригу, носящую оттенок мистики; авторы в этой повести проводят своего рода эксперимент: что совершается с душами людей, которые пережили больше одного фуккацу, и может ли быть отменён закон Будды на отдельно взятой территории. «Повесть о лицах потерянных и лицах обретённых» — политический триллер, в котором Рэйдена приглашает сам сёгун Ода Кацунаги участвовать в большом празднике на земле, где не действует закон фуккацу.

## Художественные особенности
По жанру «Карп и дракон» представляет собой детективно-историческое фэнтези. Входящие в роман повести — добротные классические детективы, для которых характерны хитросплетённая интрига, ложные подозреваемые, возможность проследить за ходом мысли следователя или даже опередить его, искусная композиция, стилизация и литературная игра. Главный герой-рассказчик привлекателен для читателя именно своей небезупречностью: Рэйден совершает опрометчивые поступки, ошибается, порой делает ошибочные суждения, однако всегда действует под влиянием благородных мотивов и стремится обнаружить истину. Хорошо проработаны и второстепенные персонажи: учитель боевых искусств Ясухиро Кэзуо; строгий, но справедливый начальник главного героя Сэки Осаму; а также слуга Рэйдена, «безликий» Мигеру, он же «южный варвар» дон Мигель де ла Роса. «Карп и дракон» изящно написан и легко читается, но в нём отсутствует философская глубина, присущая другим книгам Олди.
Олди не забывают при написании этой книги и о своей первой любви — театре. В прозаическом тексте присутствуют поэтические вставки — не только изящные хайку, но и сцены в стиле пьес театра но. Иные из этих отрывков поданы как классические пьесы драматургов описываемого мира, а другие заменяют собой напряжённые эпизоды повестей — как обычно в детективах, эпизоды раскрытия истины. В книге второй к строкам театра но добавляется ритм испанской драматургии «золотого века», что связано с присутствием на страницах книги «безликого» Мигеру, яркого и глубоко трагического персонажа.